# Kurzbahnweltmeisterschaften 2021
Die 15. Kurzbahnweltmeisterschaften im Schwimmen wurden vom 16. bis zum 21. Dezember 2021 in der Etihad Arena in Abu Dhabi, Vereinigte Arabische Emirate, ausgetragen. Auf der 25 Meter langen Kurzbahn fanden 46 Entscheidungen auf Distanzen zwischen 50 und 1500 Meter statt. Nach den 14. Kurzbahnweltmeisterschaften im Dezember 2018 in Hangzhou war zunächst der Dezember 2020 als Zeitraum geplant. Wegen der COVID-19-Pandemie erfolgte eine Verschiebung in den Dezember 2021.

## Medaillenspiegel
| Platz | Land                    | Gold | Silber | Bronze | Gesamt |
| ----- | ----------------------- | ---- | ------ | ------ | ------ |
| 1     | Vereinigte Staaten      | 9    | 9      | 12     | 30     |
| 2     | Kanada                  | 7    | 6      | 2      | 15     |
| 3     | Italien                 | 5    | 5      | 6      | 16     |
| 4     | RSF                     | 4    | 7      | 4      | 15     |
| 5     | Schweden                | 4    | 5      | 3      | 12     |
| 6     | Volksrepublik China     | 4    | 1      | 2      | 7      |
| 7     | Niederlande             | 2    | 3      | 3      | 8      |
| 8     | Hongkong                | 2    | 0      | 1      | 3      |
| 9     | Israel                  | 2    | 0      | 0      | 2      |
| 9     | Japan                   | 2    | 0      | 0      | 2      |
| 11    | Deutschland             | 1    | 1      | 1      | 3      |
| 12    | Brasilien               | 1    | 0      | 2      | 3      |
| 13    | Polen                   | 1    | 0      | 1      | 2      |
| 13    | Vereinigtes Königreich  | 1    | 0      | 1      | 2      |
| 15    | Österreich              | 1    | 0      | 0      | 1      |
| 15    | Belarus                 | 1    | 0      | 0      | 1      |
| 15    | Südkorea                | 1    | 0      | 0      | 1      |
| 18    | Irland                  | 0    | 1      | 1      | 2      |
| 18    | Litauen                 | 0    | 1      | 1      | 2      |
| 18    | Südafrika               | 0    | 1      | 1      | 2      |
| 18    | Schweiz                 | 0    | 1      | 1      | 2      |
| 22    | Frankreich              | 0    | 1      | 0      | 1      |
| 22    | Norwegen                | 0    | 1      | 0      | 1      |
| 22    | Trinidad und Tobago     | 0    | 1      | 0      | 1      |
| 22    | Tunesien                | 0    | 1      | 0      | 1      |
| 26    | Bosnien und Herzegowina | 0    | 0      | 1      | 1      |
| 26    | Rumänien                | 0    | 0      | 1      | 1      |
| 26    | Ukraine                 | 0    | 0      | 1      | 1      |

## Ergebnisse Männer

### Freistil

#### 50 m Freistil
Finale am 19. Dezember 2021

#### 100 m Freistil
Finale am 21. Dezember 2021

#### 200 m Freistil
Finale am 17. Dezember 2021

#### 400 m Freistil
Finale am 16. Dezember 2021

#### 1500 m Freistil
Finale am 21. Dezember 2021

### Schmetterling

#### 50 m Schmetterling
Finale am 20. Dezember 2021

#### 100 m Schmetterling
Finale am 18. Dezember 2021

#### 200 m Schmetterling
Finale am 16. Dezember 2021

### Rücken

#### 50 m Rücken
Finale am 19. Dezember 2021

#### 100 m Rücken
Finale am 17. Dezember 2021

#### 200 m Rücken
Finale am 21. Dezember 2021

### Brust

#### 50 m Brust
Finale am 21. Dezember 2021

#### 100 m Brust
Finale am 17. Dezember 2021

#### 200 m Brust
Finale am 18. Dezember 2021

### Lagen

#### 100 m Lagen
Finale am 19. Dezember 2021

#### 200 m Lagen
Finale am 16. Dezember 2021

#### 400 m Lagen
Finale am 20. Dezember 2021

### Staffeln

#### 4 × 50 m Freistil
Finale am 19. Dezember 2021

#### 4 × 100 m Freistil
Finale am 16. Dezember 2021

#### 4 × 200 m Freistil
Finale am 19. Dezember 2021

#### 4 × 50 m Lagen
Finale am 20. Dezember 2021

#### 4 × 100 m Lagen
Finale am 21. Dezember 2021

## Ergebnisse Frauen

### Freistil

#### 50 m Freistil
Finale am 21. Dezember 2021

#### 100 m Freistil
Finale am 18. Dezember 2021

#### 200 m Freistil
Finale am 16. Dezember 2021

#### 400 m Freistil
Finale am 19. Dezember 2021

#### 800 m Freistil
Finale am 18. Dezember 2021

### Schmetterling

#### 50 m Schmetterling
Finale am 19. Dezember 2021

#### 100 m Schmetterling
Finale am 21. Dezember 2021

#### 200 m Schmetterling
Finale am 17. Dezember 2021

### Rücken

#### 50 m Rücken
Finale am 20. Dezember 2021

#### 100 m Rücken
Finale am 17. Dezember 2021

#### 200 m Rücken
Finale am 18. Dezember 2021

### Brust

#### 50 m Brust
Finale am 17. Dezember 2021

#### 100 m Brust
Finale am 20. Dezember 2021

#### 200 m Brust
Finale am 21. Dezember 2021

### Lagen

#### 100 m Lagen
Finale am 19. Dezember 2021

#### 200 m Lagen
Finale am 20. Dezember 2021

#### 400 m Lagen
Finale am 16. Dezember 2021

### Staffeln

#### 4 × 50 m Freistil
Finale am 21. Dezember 2021

#### 4 × 100 m Freistil
Finale am 16. Dezember 2021

#### 4 × 200 m Freistil
Finale am 20. Dezember 2021

#### 4 × 50 m Lagen
Finale am 17. Dezember 2021

#### 4 × 100 m Lagen
Finale am 21. Dezember 2021

## Ergebnisse Mixed-Staffeln

### 4 × 50 m Freistil
Finale am 17. Dezember 2021

### 4 × 50 m Lagen
Finale am 18. Dezember 2021